# Acalolepta fruhstorferi
Acalolepta fruhstorferi es una especie de escarabajo longicornio del género Acalolepta, tribu Monochamini, subfamilia Lamiinae. Fue descrita científicamente por Breuning en 1960.
Se distribuye por Indonesia (Sumatra). Mide aproximadamente 17 milímetros de longitud.